# Exaltasamba

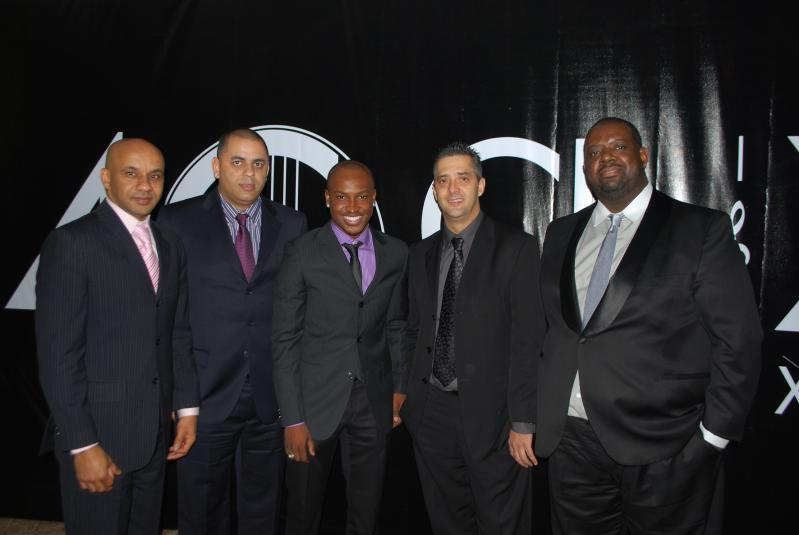
Exaltasamba – Gruppenbild 2010

Exaltasamba ist ein brasilianischer Pagode aus São Bernardo do Campo, São Paulo. Exaltasamba gehört mit zu den bedeutendsten und bekanntesten Musikgruppen dieser Stilrichtung.

## Werdegang
Exaltasamba wurde in den 1980er Jahren in São Bernardo do Campo gegründet, wo sie am Anfang in den Bars und Tanzschuppen der südöstlichen Vorstadt von São Paulo spielten.
Ihr Musikstil wird wie folgt angegeben:

„Um samba de raiz, mas com muitas inovações. A nossa música é basicamente romântica.“

„Die Wurzeln liegen im Samba mit zahlreichen Innovationen. Unsere Musik ist grundlegend romantisch.“

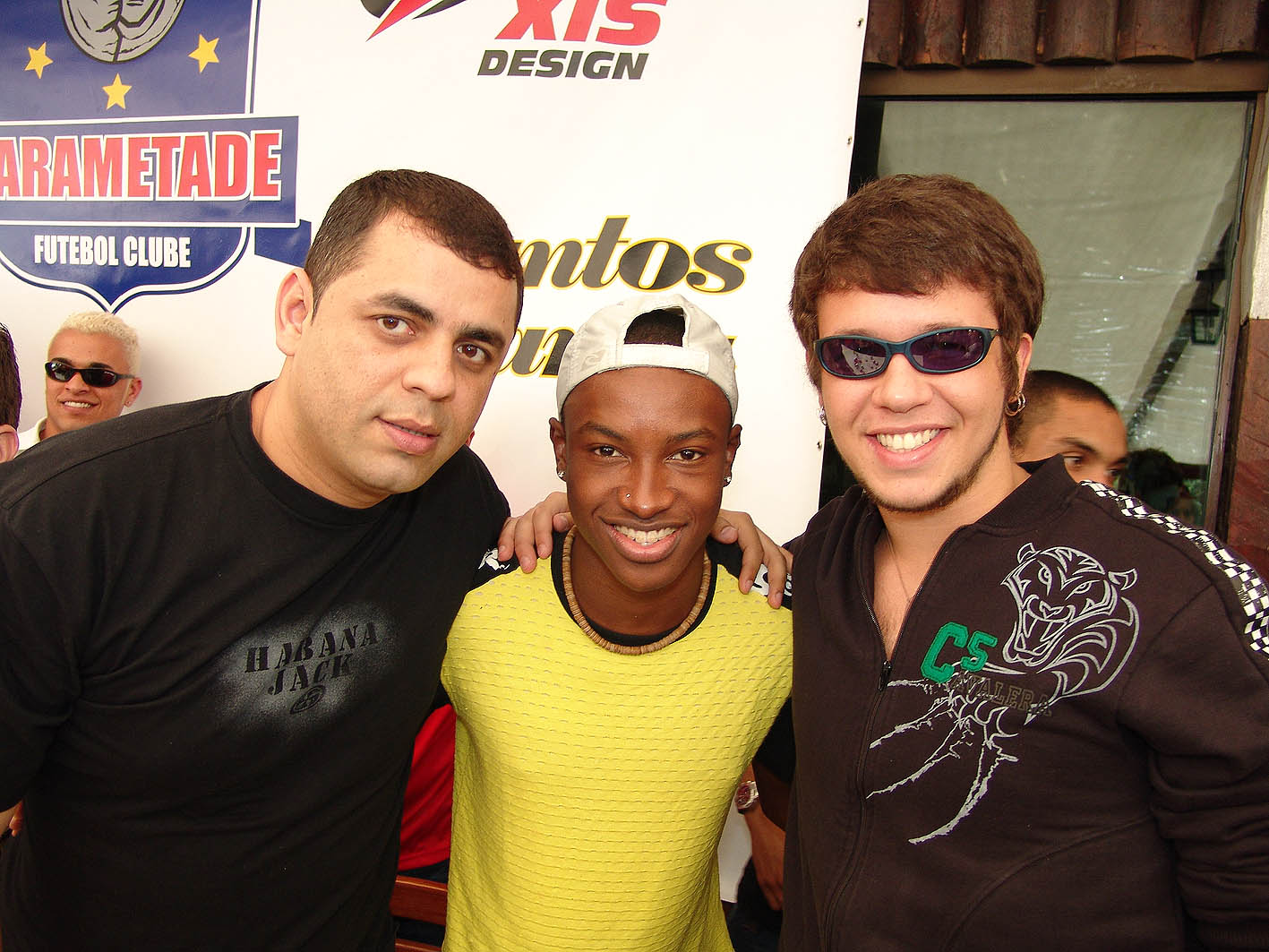
Pinha, Thiaguinho und Bruno auf einer Fußball-Benefizveranstaltung

1992 veröffentlichten sie ihr erstes Album Eterno Amanhecer und landeten mit Quero Sentir de Novo ihren ersten Hit. Zwei Jahre später folgte Encanto und die ersten Auftritte in Radiostationen und TV-Sendern. Das Lied 24 Horas de Amor wurde danach auf allen Rodas de Samba gespielt. 1996 kam das Album Luz do Desejo heraus und verkaufte sich 750.000 Mal. 1997 übertraf das vierte Album Desliga e Vem von EMI alle bisherigen Verkaufszahlen mit über einer Million in weniger als sechs Monaten. Das Album Cartão Postal sogar 1,25 Millionen. Der Song Eu Me Apaixonei Pela Pessoa Errada war von Januar bis Februar 1999 der meistgespielte Radiohit in Brasilien. 2006 nahm Exaltasamba ihr 11 Album und ihre erste DVD Todos os Sambas Ao vivo auf, gefolgt 2007 von Ao Vivo Pagode do Exalta. Ao Vivo Na Ilha Da Magia wurde in Florianópolis im Bundesstaat Santa Catarina aufgenommen, Exaltasamba – 25 Anos Ao Vivo im Jahr 2010 im Estádio Parque Antártica in São Paulo. Im Juni 2011 gab der bekannteste Musiker der Gruppe Thiaguinho während der TV Show Domingão do Faustão seinen Rücktritt bekannt. Der Rest der Gruppe ließ verlauten, dass sich Exaltasamba für eine Zeit lang zurückziehen werde, um sich um die Familien zu kümmern und private Ziele zu verfolgen. Exaltasamba gewann in 25 Jahren ihrer musikalischen Karriere und mit zehn Millionen verkauften CDs ein großes Publikum aller Altersstruktur. Sie waren die einzige Sambagruppe, die eine DVD in einem Fußballstadion aufnahm und Konzerte auf einem Kreuzfahrtschiff, zusammen mit Roberto Carlos gab, deren Eintrittskarten bereits Monate zuvor ausverkauft waren. Zusammen mit Roberto Carlos sang Exaltasamba auch ein Weihnachtsspecial, welches in ganz Brasilien ausgestrahlt wurde. Darüber hinaus hat die Gruppe ein spezielles Silvesterprogramm auf dem TV-Sender TV Bandeirantes. Exaltasamba hat außerdem einen eigenen Karnevalsblock, der sich Exaltamaníacos nennt. Zu ihren größten Erfolgen gehören Hits wie zum Beispiel Deus é Brasileiro, Quero Sentir de Novo, 24 Horas de Amor, Telegrama, Luz do Desejo, É você, Eu Me Apaixonei Pela Pessoa Errada, Livre pra Voar und viele andere.
Am 22. Februar 2012 gab die Musikgruppe ihre vorläufig letzte Show im Riocentro von Rio de Janeiro. Am 20. März 2016 kehrte sie mit geänderter Besetzung, angekündigt 2015, mit einer Show im Bulls Club in São Paulo zurück.

## Besetzung
bis 2012

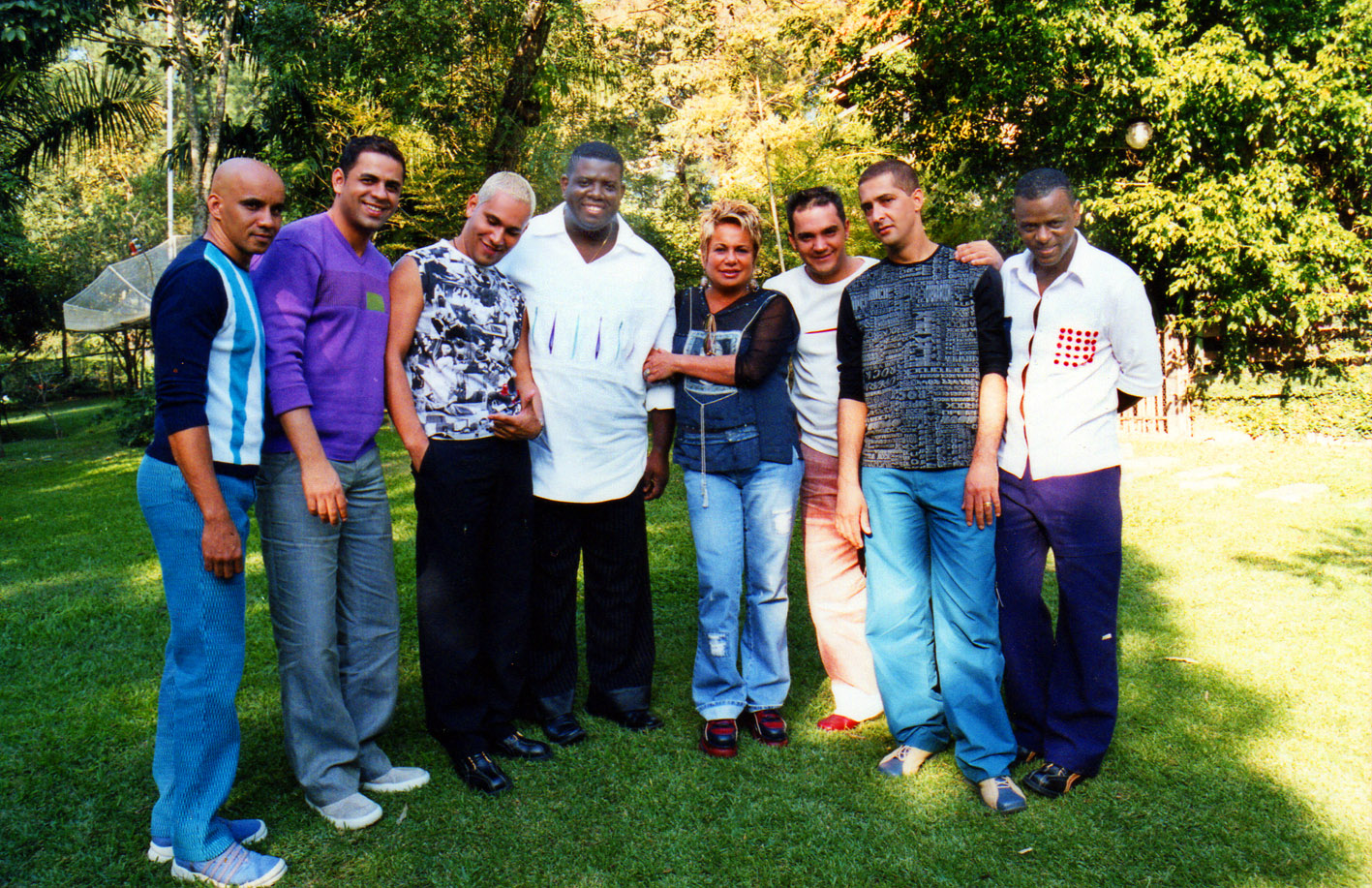
Exaltasamba im Spa 7, 2006

- Péricles: Banjo und Gesang (1986–2012)
- Thiaguinho: Gesang (2003–2012)
- Pinha: Repique-de-mão (1986–2012)
- Brilhantina: Cavaquinho (1986–2012)
- Thell: Tantã[8] (1986–2012)
- Chrigor: Gesang (1993–2002)
- Izaías: Gitarre (1986–2006)
- Marquinhos: Perkussion (1986–2001)
- Tortonho: Banjo (1986–1988)

ab 2012
- 2016 bis Januar 2017: Thell, Brilhantina, Nego Branco, Romero Ribeiro und Jeffinho
- ab Januar 2017: Thell, Brilhantina, Nego Branco und Jeffinho
- aktuell: Thell, Brilhantina, Jeffinho und Magrão

## Diskografie

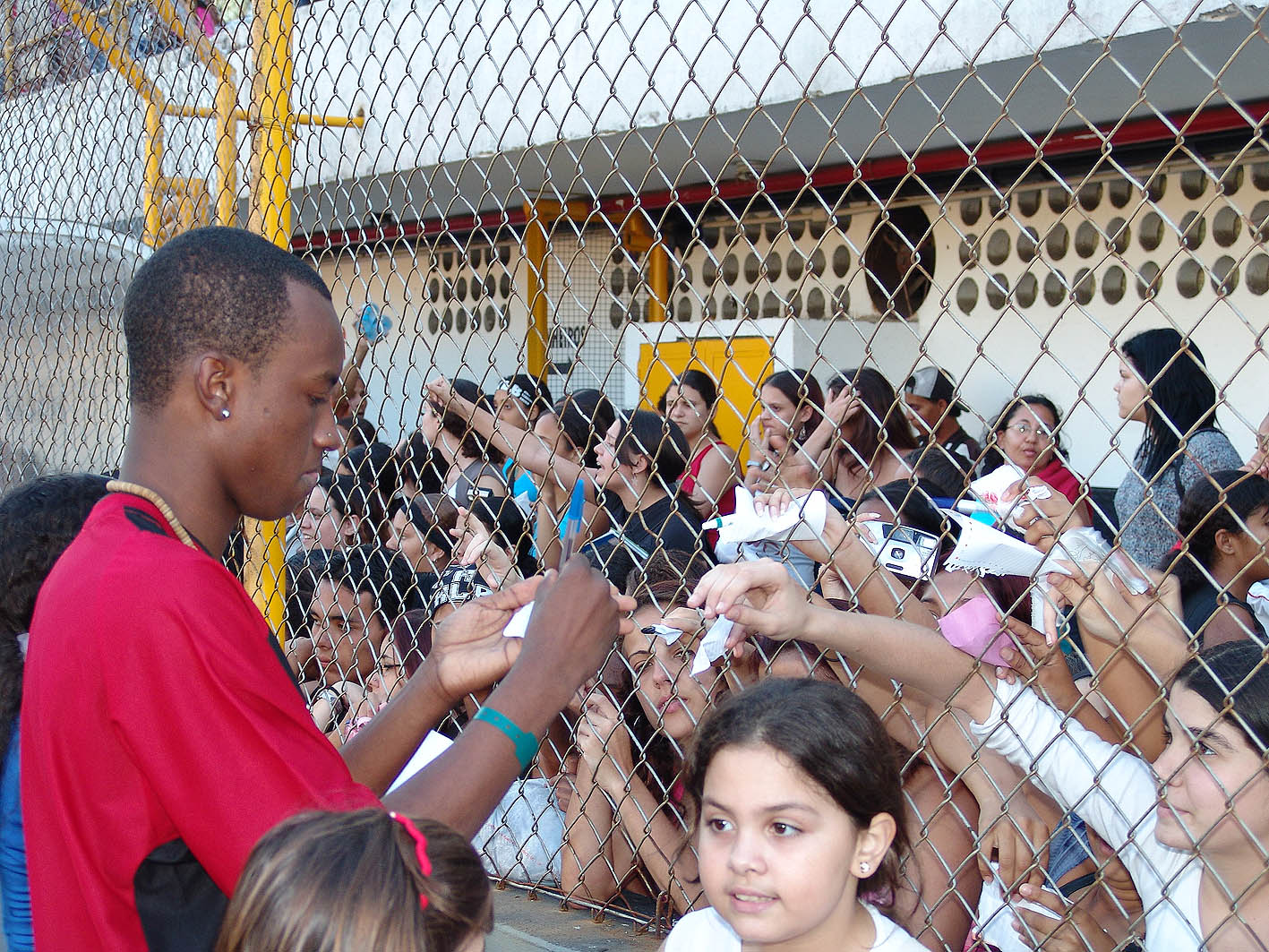
Thiaguinho beim Schreiben von Autogrammen

### Alben
- Eterno Amanhecer (1992)
- Encanto (1994)
- Luz do Desejo (1996, BR: ×2Doppelplatin )[9]
- Desliga e Vem (1997, BR: ×2Doppelplatin )
- Cartão Postal (1998, BR: Platin)
- Mais uma Vez (2000, BR: Platin)
- Série Bis (2000, BR: Gold)
- Bons Momentos (2001, BR: Gold)
- Exaltasamba ao Vivo (2002, BR: Platin)
- Alegrando a Massa (2003)
- Esquema Novo (2005, BR: Gold)
- Todos os Sambas Ao Vivo (2006)
- Livre pra Voar (2007)
- Ao Vivo Pagode do Exalta (2007)
- Ao Vivo na Ilha da Magia (2009, BR: Gold)
- Roda de Samba do Exalta (2010)
- Exaltasamba 25 Anos Ao Vivo (2010)
- Tá Vendo Aquela Lua (2011)
- Multishow Ao Vivo – Despedida (2012)

### Singles
- Livre Pra Voar (2007, BR: Gold)

### Videoalben
- Todos os Sambas Ao Vivo (2006)
- Ao Vivo Pagode do Exalta (2007)
- Ao Vivo na Ilha da Magia (2009, BR: Platin)
- Exaltasamba 25 Anos Ao Vivo (2010)
- Multishow Ao Vivo – Despedida (2012)

## Auszeichnungen und Preise
Exaltasamba gewann eine Reihe von Auszeichnungen und Preisen, unter anderen:
- Troféu Raça Negra[10] für die beste Samba- und Pagodeband (2009)
- Prêmio de Música Digital[11] – Valeu, das meistverkaufte Samba- und Pagodelied (2010)
- Troféu Imprensa – beste Musikgruppe (2011)